# Ложа (Польща)
Ложа (пол. Łoża) — село в Польщі, у гміні Чарне Члуховського повіту Поморського воєводства.
Населення — 88 осіб (2011).
У 1975-1998 роках село належало до Слупського воєводства.

## Демографія
Демографічна структура станом на 31 березня 2011 року:
|          | Загалом | Допрацездатний вік | Працездатний вік | Постпрацездатний вік |
| -------- | ------- | ------------------ | ---------------- | -------------------- |
| Чоловіки | 50      | 8                  | 40               | 2                    |
| Жінки    | 38      | 8                  | 24               | 6                    |
| Разом    | 88      | 16                 | 64               | 8                    |